# Петржак, Константин Антонович
Константин Антонович Пе́тржак (1907—1998) — советский физик, доктор физико-математических наук, профессор — один из основателей советской экспериментальной ядерной физики, знаковая фигура советского атомного проекта.
В 1940 году К. А. Петржаком в соавторстве с Г. Н. Флёровым было сделано фундаментальное открытие, принёсшее авторам мировую известность: обнаружено новое физическое явление — спонтанное деление ядер урана-235.

## Биография
Родился 4 сентября 1907 года в уездном городе Луков (ныне — город Лукув, Люблинское воеводство, Польша). Поляк по национальности. Когда Косте исполнилось 12 лет, он устроился работать в живописный цех Маловишерского стекольного завода; там он прошёл всю школу живописца по стеклу и фарфору. В 1928 году, получив рекомендацию заводского комитета, поступил на рабфак, а весной 1931 года начал учёбу в ЛГУ, в группе радиологии.
Руководитель дипломной работы Петржака И. В. Курчатов сформулировал такую тему диплома: определить константу распада изотопа 230Th, что предусматривало изготовление импульсной ионизационной камеры и сопутствующего оборудования. Петржак предложил оригинальную конструкцию: камера сферической формы, радиус которой совпадал с длиной пробега испускаемых торием α-частиц. Работа была отмечена на Всесоюзном конкурсе молодых учёных, а её автор, окончив в 1936 году физический факультет ЛГУ имени А. А. Жданова, был зачислен сначала в штат, а в декабре 1936 года — в аспирантуру РИАН имени В. Г. Хлопина.
После открытия в декабре 1938 года О. Ганом и Ф. Штрассманом явления деления ядер урана при облучении их медленными нейтронами И. В. Курчатов поручил Петржаку и другому своему аспиранту — Г. Н. Флёрову — исследовать, не будут ли ядра урана делиться и под действием быстрых нейтронов. Петржак и Флёров построили для регистрации актов деления весьма чувствительную ионизационную камеру и приступили в начале 1940 года к экспериментам. Вскоре они обнаружили, что камера продолжает регистрировать деление и после удаления источника нейтронов: происходит самопроизвольное деление ядер урана без бомбардировки их нейтронами. Так было сделано научное открытие, вошедшее в Государственный реестр открытий СССР под номером 33 с приоритетом от 14 июня 1940 года. Курчатов немедленно направил в американский научный журнал «Physical Review» краткое телеграфное сообщение об открытии, не включив своё имя в число авторов (хотя Флёров и Петржак предлагали это сделать, так как именно Курчатов предложил схему эксперимента, а затем участвовал в анализе результатов). Сообщение, состоящее всего из 90 слов, было опубликовано в номере журнала от 1 июля.
С началом Великой Отечественной войны уже 22 июня 1941 года был призван в действующую армию. Однако 20 марта 1942 года лейтенанта Петржака демобилизовали и направили в Казань, где он поступил в распоряжение АН СССР для работы по специальности. 11 ноября 1942 года он защитил кандидатскую диссертацию. Вернувшийся к тому времени с фронта Курчатов подключил Петржака к работам по советскому атомному проекту и предложил ему разработать эффективный способ измерения выходов нейтронных источников; в результате был создан метод, получивший впоследствии название метод сопутствующих частиц. Материалы данного исследования, оказавшиеся весьма важными для создававшейся советской атомной промышленности, легли в основу докторской диссертации Петржака, которую он защитил 31 декабря 1948 года.
В конце 1947 года создал в Радиевом институте лабораторию нейтронной физики и физики деления, которую возглавлял до 1986 года, а в 1961 году организовал Проблемную лабораторию ядерной энергетики в ЛТИ имени Ленсовета.
Скончался 10 октября 1998 года. Он был похоронен на Серафимовском кладбище Санкт-Петербурга.

## Научная и педагогическая деятельность
Его работы в области ядерной физики обогатили науку целым рядом выдающихся достижений, которые оказали непосредственное влияние на развитие физической науки и практическое освоение внутриядерной энергии.
В период становления атомной науки и техники был в числе тех учёных, которые своим трудом способствовали овладению атомной энергией и укреплению обороноспособности Советского Союза. В частности, им была успешно решена важная практическая задача — обеспечение экспрессного определения содержания плутония и сопутствующих радиоактивных элементов в технологических продуктах переработки облучённого урана.
Педагогические способности и организаторский талант К. А. Петржака в полной мере проявились на кафедре ядерной физики в ЛТИ имени Ленсовета, которую он создал в 1949 году и на которой проработал около 35 лет, в течение 25 лет возглавляя её. Кафедра ядерной физики была одной из трёх кафедр вновь созданного инженерного физико-химического факультета, готовившего инженерные кадры для молодой тогда атомной промышленности. Её особая роль заключалась в том, что она была призвана давать знания в области ядерной физики, радиоактивности, взаимодействия ионизирующих излучений с веществом, ядерной электроники в стенах химического вуза. Кафедра оказывала большое влияние на уровень и культуру научной и учебной работы на других кафедрах факультета, а в какой-то мере — и других факультетов института. Сотни выпускников инженерного физико-химического факультета прошли его школу.
После того, как в ЛТИ в 1952—1953 годах был установлен и запущен в эксплуатацию бетатрон на 15 МэВ, К. А. Петржак и сотрудники возглавляемой им кафедры выполнили цикл работ по измерению выходов продуктов фотоделения урана-238 и тория-232, по исследованию возникающих при фотоделении тория-232, урана-235, урана-238, плутония-239 запаздывающих нейтронов. Результаты данных работ вошли в справочники ядерных данных, продолжая до настоящего времени служить характеристиками фотоделения указанных ядер.
С конца 1960-х годов вплоть до начала 1990-х годов К. А. Петржак и его сотрудники выполнили большой цикл прецизионных абсолютных измерений сечений деления нейтронами с фиксированной энергией и нейтронами делительного спектра калифорния-252 важнейших нуклидов ядерного цикла, а также измерений среднего числа нейтронов на акт спонтанного деления калифорния-252. В 1995 году в рамках разработки концепции трансмутации отработанного ядерного топлива были начаты прецизионные измерения спектров мгновенных нейтронов деления минорных актиноидов; К. А. Петржак участвовал в подготовке первых проектов в данной области, а затем до последних дней своей жизни участвовал в их выполнении в качестве консультанта.
Воспитал несколько десятков кандидатов и докторов наук. Научные результаты его деятельности изложены более чем в 300 публикациях, защищены авторскими свидетельствами.

Могила Петржака на Серафимовском кладбище Санкт-Петербурга.

## Увлечения
Обладал незаурядными способностями в области живописи. В молодости он расписывал фарфор на одном из фарфоровых заводов, позже создал немало живописных полотен, включая пейзажи Карельского перешейка и портреты коллег — В. Г. Хлопина, И. Е. Старика, И. В. Курчатова. Часть его работ находится в музее ГУП НПО «Радиевый институт им. В. Г. Хлопина».
Помимо живописи, играл на скрипке и гитаре — как в художественной самодеятельности, так и в кругу своих коллег по работе и друзей.

## Награды и премии
- орден Отечественной войны II степени (6.4.1985)
- два ордена Трудового Красного Знамени
- орден «Знак Почёта»
- Сталинская премия второй степени (1946) — за открытие спонтанного деления урана[12]
- Сталинская премия (1953) — за решение ряда задач, связанных с созданием ядерного щита страны
- премия Совета Министров СССР (1950) — за участие в выполнении правительственных заданий
- заслуженный деятель науки и техники РСФСР

## Публикации
- Flerov G. N., Petrzhak K. A. . Spontaneous Fission of Uranium // Physical Review, 1940, 58 (1). — P. 89—92. — doi:10.1103/PhysRev.58.89.2. (Received 14 June 1940; Published 1 July 1940)
- Петржак К. А., Флёров Г. Н.  Спонтанное деление урана // Журнал экспериментальной и теоретической физики. — 1940. — Т. 10, вып. 9-10. — С. 1013—1017.
- Петржак К. А., Флёров Г. Н.  Спонтанное деление урана // Успехи физических наук. — 1941. — Т. 25, вып. 2. — С. 147—169.
- 50 лет современной ядерной физики. Петржак К. А., Флёров Г. Н. Спонтанное деление тяжелых ядер. — М.: Энергоатомиздат, 1982. — С.105.